# The Shadow of Your Smile (альбом Аструд Жилберту)
The Shadow of Your Smile — второй студийный альбом бразильской певицы Аструд Жилберту, выпущенный в 1965 году на лейбле Verve. Аранжировки для альбома создали Дон Себески, Клаус Огерман и Жуан Донату. 
Пластинка заняла 66 место в чарте Billboard Top LP’s.

## Отзывы критиков
| Оценки критиков               | Оценки критиков |
| Источник                      | Оценка          |
| ----------------------------- | --------------- |
| AllMusic                      | [ 3 ]           |
| Encyclopedia of Popular Music | [ 4 ]           |

Джон Буш из AllMusic в своём ретроспективном обзоре отметил, что благодаря аранжировкам альбом не может не привлечь внимания к слабому голосу Жилберту, особенно когда она поёт материал, ранее записанный певцами с таким весом, как Фрэнк Синатра или Сара Воан, но и даже интимные, сдержанные аранжировки таких песен, как "Day by Day", заглавный трек или "Fly Me to the Moon", перекрывают ограниченный диапазон певицы. Бразильский материал, по его мнению, слушается лучше, хотя преобладание флейт, струнных и приглушённой трубы в аранжировках очень напоминает середину 1960-х, к лучшему или к худшему. Он счёл, что позже у Verve получилось намного лучше, когда они дали Жилберту спеть весёлые бразильские песни и не пытались навязать сравнение стандартов с джазовыми/поп-вокалистками.
В обзоре журнала Billboard написали: «Девушка из Ипанемы готовит классный сочный сет по бразильским и американским стандартам, включая очень знойную „Fly Me to the Moon“. Её холодный, непринужденный стиль звучит в „The Gentle Rain“ и в темах фильмов „Кулик“ и „Дурной мир“. Джазовое комбо-сопровождение превосходно».

## Список композиций
1. «The Shadow of Your Smile» (Джонни Мэндел, Пол Фрэнсис Уэбстер) — 2:31
2. «(Take Me to) Aruanda» (Норман Гимбел, Карлос Лира, Жералду Вандре) — 2:30
3. «Manhã de Carnaval» (Луис Бонфа, Антониу Мария) — 1:57
4. «Fly Me to the Moon» (Барт Ховард) — 2:22
5. «The Gentle Rain» (Луис Бонфа, Мэтт Дуби) — 2:26
6. «Non-Stop to Brazil» (Луис Бонфа, Мэтт Дуби, Норман Гимбел) — 2:27
7. «O Ganso» (Луис Бонфа) — 2:09
8. «Who Can I Turn To? (When Nobody Needs Me)» (Лесли Брикасс, Энтони Ньюли) — 2:10
9. «Day by Day» (Сэмми Кан, Аксель Стродаль, Пол Уэстон) — 2:09
10. «Tristeza» (Луис Бонфа, Мария Толедо) — 2:23
11. «Funny World» (Алан Брандт, Эннио Морриконе) — 2:24

## Участники записи
- Аранжировка, дирижер — Дон Себески (1-3, 5, 6), Клаус Огерман (4, 8, 9, 11), Жуан Донату (7)
- Вокал — Аструд Жилберту
- Продюсер — Крид Тейлор
- Тромбон — Кай Виндинг (1-3, 5, 6), Урби Грин (4, 8, 9, 11)
- Тромбон — Боб Брукмейер (1-3, 5, 6, 10)

## Чарты
| Чарт (1965)                     | Высшая позиция |
| ------------------------------- | -------------- |
| США (Billboard Top LP’s)        | 66             |
| США (Record World Top 100 LP’s) | 105            |